# سانتورسو
سانتورسو (بالإيطالية: Santorso)‏ هي بلدية في مقاطعة فشنزة في منطقة فنيتة، شمال إيطاليا.